# Eickedorf
Eickedorf (niederdeutsch Eekdorp) gehört heute zur Gemeinde Grasberg im Landkreis Osterholz.
Es ist nach dem Ortsteil Wörpedorf das zweitälteste Dorf der Gemeinde, die in dieser Form erst am 1. März 1974 im Rahmen einer kommunalen Gebietsreform entstanden ist.
Eickedorf gehört zu einer Reihe von Dörfern, die durch die Besiedlung und Kultivierung des Teufelsmoores entstanden sind.
Nachdem erste Siedlungsversuche am Eickeberg um 1620 noch erfolglos gewesen waren, gelang die Moorbesiedlung schließlich ab der Mitte des 18. Jahrhunderts, wobei das 1753 begründete Eickedorf zur zweiten erfolgreichen Dorfgründung der Region wurde.
Der Ortsname leitet sich von einem schon in der Gründungszeit vorhandenen Eichenbestand her. Entlang der Wörpe war in der Vorzeit eine Dünenkette entstanden. Eine ihrer Erhöhungen, der Eickeberger Sandhügel, bot den ersten Siedlern provisorische Unterkunft: „Sie hatten sich auf eigene Faust hier niedergelassen und lebten wie Wildwestleute von Jagd und ein bißchen Brandbau. In Unkenntnis darüber, wohin sie ihre Häuser bauen sollten und aus Furcht vor dem Wasser hatten sie sich in den ausgegrabenen Sandhöhlen des Eickebergs eingenistet“.
Die ersten Siedler waren Hinr. Müller, Dierk Müller, Cord Jagels, Joh. Bössels, Gerd Schnackenberg und Jürgen Müller.
Das Leben auf den ertragsarmen Böden war sehr einfach und überaus hart. Torfstich, Kleinviehhaltung und Tagelohnarbeit half den Bewohnern das Lebenswichtigste zu sichern.
Um 1818 wurde auf dem Eickeberg die Eickedorfer Mühle errichtet. Nachdem die Elektrizität auch in den Moordörfern Einzug gehalten hatte, wurde die Windmühle 1933 abgerissen.
Der Eickedorfer Torfkahnhafen befand sich ebenfalls in der direkten Nähe des Eickeberges. So konnten die für Bremen bestimmten Torflieferungen vom Torfkahn direkt verladen werden. Die für die im Jahre 1900 in Betrieb genommene Kleinbahn „Jan Reiners“ verlegten Gleise wurden auch zum Torftransport genutzt. Es wurde ein Gleisanschluss zum Torfkahnhafen verlegt, da die Hauptstrecke
einige hundert Meter entfernt auf der anderen Wörpeseite verlief.
Die Eickedorfer Räucherkate wurde um 1842 erbaut und gehörte zur Hofstelle Nr. 20. Die räumliche Aufteilung wurde in etwa wie beim Niedersächsischen Rauchhaus vorgenommen, wobei die Abmessungen mit ca. 5,50 × 9,00 Meter erheblich kleiner gewählt wurden. Der Dielenraum wurde zum Räuchern von Fleischwaren zur Verfügung gestellt. In der Hauptsache waren es Schinken und Mettwürste, die durch den Rauch lange haltbar gemacht wurden. Die Räucherkate wurde mit Stroh gedeckt und das Fachwerk mit roten Lehmziegeln ausgemauert. Die wenigen Fenster ließen nur wenig Licht in die Räucherkate.
Die Eickedorfer Straße in Bremen, Stadtteil Findorff wurde nach dem Ort benannt.